# Painé
Painé Guor, también mencionado como Painé Gner (ca. 1780 - 1844), fue un gran cacique o toqui de la etnia ranquel, que llegó a comandar la casi totalidad de esa parcialidad indígena, que ocupaba el centro de la Argentina, entre los años 1836 y 1844. Llegó a contar con varios miles de guerreros, con los cuales mantuvo una guerra discontinua contra cinco provincias argentinas.

## Origen y primeros años
Su nombre significa «zorro celeste». Según el mismo Painé, habría nacido cerca de la laguna de Leuvucó, en el norte de la actual provincia de La Pampa, alrededor del año 1780. Era hijo del cacique Guayquignerr o Guayquinir, que vivió muchos años en el Neuquén, donde sirvió a órdenes del lonco Payllantur; en 1820 estaba viviendo en la pampa central y formó parte del ejército indígena que acompañó al ex dictador chileno José Miguel Carrera en sus andanzas, y que lo abandonaron en vísperas de su derrota definitiva y ejecución. Formó parte del parlamento de 1826 en el arroyo Epecuén, que otorgó un corto período de paz al gobierno de Bernardino Rivadavia.
Painé tenía al menos dos hermanos: uno llamado Romero, que ejerció como capitanejo o cacique de una reducida hueste, y otro de nombre Huenchugnerr, que tuvo fama como diplomático a favor de su familia.
Hubo otros dos caciques menores de nombre Painé, uno de los cuales se entrevistó como el jefe de la frontera bonaerense en 1788 en Salinas Grandes, y otro que servía a órdenes del cacique general Lorenzo Calpisqui en 1790, que quizá hayan sido amigos de su padre y por ello compartió su nombre.
Painé aparece por primera vez como caudillo autónomo en el mismo parlamento del arroyo Epecuén en que participó su padre, en la época en que Pablo Lepnopán era el máximo jefe de los ranqueles, aunque éstos estaban muy disminuidos por el poder que habían alcanzado a reunir los boroganos. En esa época era aún un jefe menor, y cuando –al año siguiente– Lepnopán desapareció, sin que se sepa si se exilió o fue asesinado, quedó enrolado en las filas del gran cacique Yanquetruz, que reorganizó a los ranqueles, como una confederación de tribus de diversos orígenes, en parte nativos de la pampa central, con aportes puelches y pehuenches del Neuquén.
Fue posiblemente Yanquetruz, en torno al año 1830, quien terminó de darle forma a la rastrillada del norte –independiente de la ruta controlada primeramente por los boroganos y luego por Calfucurá– y que llegaba a los pasos cordilleranos del norte, aproximadamente entre Copahue y la laguna de La Laja; esta ruta se mantuvo activa hasta 1879, cuando fue interrumpida por la Conquista del Desierto, y fue utilizada en esa oportunidad por algunos de los hijos de Painé para huir del avance de las tropas argentinas.

## Ascenso y tratativas de paz
Cuando el gobernador Juan Manuel de Rosas ordenó la persecución sistemática de los boroganos, Painé solicitó ser tenido como líder de un grupo en paz con el gobierno porteño y poder permanecer en paz en Guaminí; se había alejado del epicentro de los ranqueles, lo cual quizá signifique que ya no obedecía a Yanquetruz. Y cuando, en 1833, durante la campaña de Rosas al Desierto, Yanquetruz fue derrotado en la batalla de las Acollaradas, los partes del general Ruiz Huidobro no mencionan a Painé. Esa batalla significó el comienzo de la decadencia de Yanquetruz, que fue perseguido sistemáticamente por el gobierno porteño; Painé preservó su pequeña tribu de cien "indios de lanza" y sus familias acomodándose en las inmediaciones de Veinticinco de Mayo, bajo la protección del coronel Delgado. Otras fuentes, en cambio, mencionan a Painé acompañando a Yanquetruz durante la campaña contra Rosas y refugiándose después de la derrota de Las Acollaradas bajo la protección de Rosas.
Durante la gobernación de Juan José Viamonte, sin embargo, las tropas de frontera decidieron no hacer diferencias, y fueron perseguidos tanto los boroganos enemigos y los ranqueles de Yanquetruz como los que habían servido a órdenes de Rosas, como los boroganos de Guaminí y los ranqueles de Painé.
Painé y sus hombres se trasladaron entonces con sus familias a Leuvucó –a más de 500 km de distancia– e inició contactos con los gobiernos de las provincias de Córdoba y San Luis, para que no se los contara entre los indígenas hostiles. Pero poco después asumía el gobierno de Buenos Aires el general Rosas, con la "suma del poder público", que incluía el manejo de las relaciones exteriores y con los indígenas, por lo que el gobierno puntano decidió no firmar ningún tratado con los indígenas. Mientras tanto, Rosas lanzó un nuevo ataque, comandado desde Buenos Aires por Eugenio del Busto y Ramón Maza, y desde Córdoba por Pantaleón Argañaraz, sobre las fuerzas del ya debilitado –y enfermo– Yanquetruz. Painé decidió tomar a cargo la situación y ordenó a sus hombres cubrir la retirada hacia Leuvucó y Poitahué, oasis en medio de un semidesierto, de Yanquetruz y los suyos, operación que se pudo hacer sin pérdidas importantes. Posiblemente en ese momento Yanquetruz haya optado por la solución más razonable, y le entregó el mando de su gente a Painé.

## Cacique principal de los ranqueles
A fines de 1836, en todo caso, Painé era ya el lonco más importante entre los ranqueles; algunos grupos permanecían independientes, pero con el paso de los años se subordinarían también a Painé. Por su parte, Yanquetruz se retiró a la Cordillera de los Andes, probablemente a Neuquén, donde moriría en paz algunos años más tarde.
Contrariado porque no se admitían sus insistentes pedidos de paz, decidió pasar a la ofensiva. Entre los hombres que le había entregado Yanquetruz había algunos oficiales unitarios, entre los cuales destacaba Manuel Baigorria, que se había casado con una mujer indígena y ejercía como capitanejo, al mando de una banda de indios y refugiados; éste guio a Painé hacia San Luis, donde arrasaron y saquearon el Fuerte de Las Pulgas y los pueblos de Renca y San José del Morro con setecientos indios de guerra.
A fines de ese mismo año de 1836, Painé y Pichún –hijo de Yanquetruz– hicieron un segundo malón, esta vez sobre Melincué (Santa Fe) y el Fuerte Federación –actual Junín, en el norte de la provincia de Buenos Aires. Pero durante su avance dejaron sus caballadas de repuesto, junto con sus familias en una laguna escondida, bajo la protección de unos pocos guerreros; el cacique "amigo" Llanquelén atacó ese refugio, expulsó a la guardia que la protegía y se llevó más de mil trescientos caballos y toda la "chusma", en la cual iba incluida el hijo favorito de Painé, un niño llamado Panghitruz Guor. Los prisioneros fueron entregados al gobernador Rosas, que los reunió en San Miguel del Monte; a Panghitruz lo hizo bautizar y fue su padrino, de modo que le dio un nuevo nombre –Mariano Rosas, ordenó que le enseñaran a leer y escribir y que lo adiestraran como peón o como capataz de la estancia del Pino, siempre con custodia militar.
Painé había atacado debido a que se habían ignorado sin razón alguna sus pedidos de paz, y ahora estaba aún más indignado con Rosas, que había secuestrado a su hijo. Poco después, quizá en abril de 1938, murió Yanquetruz, y Painé asumió el mando total de los ranqueles; en diciembre de ese año lanzó un nuevo malón, con alrededor de mil indígenas, el cual –aunque fue detenido en dos choques en Los Leones y Tranquera de San Loreto– alcanzó a causar bastante destrucción en el norte bonaerense, llevándose miles de vacunos y varios cautivos. En agosto del año siguiente atacó Tapalqué y Blancagrande, donde fue alcanzado por el coronel Nicolás Granada, que les causó algunos muertos, entre los cuales estuvieron otro hijo de Painé, y entre los heridos el cacique Pichún. A fines de ese año dirigieron sus ataques contra San Luis, donde –por influencia de Baigorria– atacaron al gobernador José Gregorio Calderón, debilitándolo; un nuevo ataque sobre San Luis, ya en 1840, terminó con la separación de Baigorria, que se unió a los unitarios de Eufrasio Videla.

## Tratativas de paz
Las campañas contra el general Juan Lavalle y contra los unitarios de la Coalición del Norte llevaron a Rosas a cambiar de estrategia con respecto a algunos grupos de indígenas, en particular a los ranqueles. El 23 de abril de 1840, el comandante Pedro Rosas y Belgrano –hijo  natural de Manuel Belgrano y ahijado del general Rosas– junto con el general Manuel Corvalán se entrevistaron en Azul con el capitanejo Millaqueo, enviado por Painé, y con los caciques "amigos" Catriel, Calfiao y Collinao. Allí se acordó que, en cuanto terminase la guerra contra Francia, se firmaría un tratado de paz entre todos los presentes.
Painé no parece haber quedado convencido: dejó hacer a Baigorria, y éste llevó a una fracción importante de ranqueles a atacar San Luis, coincidentemente con una revolución que derrocó a Calderón. Dos meses más tarde, sin embargo, los federales contraatacaron y los unitarios volvieron a huir a las tolderías, bajo la protección de Painé.
Su hijo Panghitruz escapó en 1840 de la estancia de Rosas, huyendo durante casi 800 km para llegar a Leuvucó. Siguió siendo el hijo favorito de su padre, pero los ranqueles desconfiaban de este indio que se había hecho gaucho y prefería ser llamado Mariano Rosas, de modo que Painé no varió en su intención de dejar como heredero a su hijo mayor Calvaín.
Mientras los generales Ángel Pacheco, Manuel López y Manuel Oribe aconsejaban a Rosas mantener buenas relaciones con Painé, el Restaurador aún dudaba, por lo cual Painé volvió a dejar hacer a Baigorria, que atacó nuevamente San Luis. Rechazado por segunda vez, volvió a refugiarse en las tolderías, esta vez acompañado por los hermanos Felipe y Juan Saá. Un año más tarde, Baigorria, Ignacio Coliqueo y Pichún atacaron Pergamino, mostrando que Painé no lograba controlarlos del todo.

## Últimos años
En 1843, aún pudo Baigorria lanzar un nuevo malón, que llegó a corta distancia de San Nicolás de los Arroyos. Pero el coronel Vicente González, alias el Carancho del Monte, lo sorprendió y lo obligó a huir, dejando como trofeo su lanza y su mejor caballo.
Painé había perdido fuerza y autoridad, quizá aquejado de alguna enfermedad, o por una senilidad acelerada. De todos modos no estaba tan debilitado como para que no fuese una sorpresa su repentina muerte, en diciembre de 1844.
Su hijo Calvaín inauguró su sucesión con un apoteótico ritual funerario, durante el cual mandó matar cinco caballos, gran cantidad de ovejas y unas treinta y dos mujeres de la tribu, muertas a golpes de boleadoras. Sobre el túmulo mortuorio asesinaron también a la esposa más joven.
Años más tarde, en la época de la Conquista del Desierto, el escritor y político Estanislao Zeballos le dedicó una novela, llamada Painé y la dinastía de los zorros (1886), que formaba una trilogía con otras dos, dedicadas a Calfucurá y a una supuesta cacica llamada Relmú. Como muchas de las novelas históricas de la época, se trata de una obra de pura fantasía, sin un particular respeto por la precisión histórica.